# Балеј (Брегово)
Балеј (буг. Балей) село је у северозападној Бугарској, општина Брегово, Видинска област.

## Географија
Село Балеј је најзападније насељено место у Бугарској, лежи непосредно поред реке Тимок и на удаљености од два километра од Дунава. Ушће реке Тимок налази се на земљишту овог села.
Село је удаљено 4 км од града Брегово, 2 км од ушћа Тимока (највиша северозападна тачка Бугарске), и на 32 км од града Видина. У селу постоји централни водовод за пијаћу воду.
Велика поља необрађене земље између Тимока и Дунава, као и међународни пут за Србију, омогућавају развој пољопривреде и туризма у овом делу земље.

## Историја
У близини села вршена су ископавања римског насеља. Током седамдесетих и осамдесетих година прошлог века Румен Катинчаров вршио је ископавања насеља из епохе бронзаног и раног гвозденог доба у непосредној близини села. Недавно су настављена археолошка ископавања након случајног открића некрополе.
Када је 1878. године решавано куда ће проћи нова гранична линија између Србије и Бугарске, мештани Балеја су се противили. Они су молили страну Комисију да не потпадну под бугарску власт, јер су желели да буду у Србији. Захтев су потписали 27. марта 1878. године и потписали мештани, њих 11 Влаха на челу са председником сеоске општине Јованом Дином.
По избијању Првог балканског рата 1912. године, забележено је да је један мушкарац из Балеја био добровољац.
У насељу има једна православна црква изграђена у 19. веку.
Данас село има негативан природни прираштај, млади се углавном селе у Видин, Софију и друге веће градове.
Најчешће коришћени језици у свакодневној комуникацији су влашки и бугарски. Ово је типично за суседна насеља (Куделин, Врив, Ракитница, Косово, Делеина и Гамзово), као и седиште општине градић Брегово.
У непосредној близини села, крај реке, постоји стари млин који је функционисао све до раних 1950-тих.

## Инфраструктура
Село има функционалну биоскопску салу и читалиште за 450 посетилаца. Има пошту, школу која је изграђена 1961. године. Изградња школе започета је 25. јануара, а већ 15. септембра те године била је спремна за одржавање наставе. Први директор школе је био Лазар Цветков Станев. Затворена је 2002. године због мањка ученика. На територији села постоји дом за особе са инвалидитетом.

## Становништво
По проценама из 2011. године, Балеј је имао 437 становника. Већина становништва су етнички Бугари. Последњих деценија број становника у насељу опада.
Претежна вероисповест месног становништва је православље.

## Галерија слика
- Црква у насељу